# Network (Saga)
Network è un album in studio del gruppo rock canadese Saga, pubblicato nel 2004.

## Tracce
1. On the Air – 6:25
2. Keep It Reel – 4:18
3. I'm Back – 5:01
4. If I Were You – 3:48
5. Outside Looking In – 4:13
6. Don't Look Now – 5:05
7. Live at Five – 5:15
8. Back Where We Started – 4:16
9. Believe – 4:56
10. Don't Make a Sound – 6:18